# Boombox (álbum)
Boombox (no Japão: Boombox: Kylie's Remixes 2000-2009) é um álbum remix da cantora australiana Kylie Minogue. O álbum foi lançado primeiramente pela Parlophone no Japão no dia 17 de dezembro de 2008.
| Críticas profissionais                                                      | Críticas profissionais |
| Avaliações da crítica                                                       | Avaliações da crítica  |
| Fonte                                                                       | Avaliação              |
| --------------------------------------------------------------------------- | ---------------------- |
| NME                                                                         | (5/10)                 |
| The Times                                                                   | [ 2 ]                  |
| Esta tabela precisa de ser acompanhada por texto em prosa. Consulte o guia. |                        |

## Faixas
1. "Can't Get Blue Monday out of My Head" (Bootleg with New Order) - 4:05
2. "Spinning Around" (7th District Club Mental Mix) - 4:09
3. "Wow" (Death Metal Disco Scene Mix) - 4:01
4. "Love at First Sight" (Kid Crème Vocal Dub) - 3:41
5. "Slow" (Chemical Brothers Mix) - 4:45
6. "Come Into My World" (Fischerspooner Mix) - 4:18
7. "Red Blooded Woman" (Whitey Mix) - 3:36
8. "I Believe in You" (Mylo Mix) - 3:24
9. "In Your Eyes" (Knuckleheadz Mix) - 3:48
10. "2 Hearts" (Mark Brown's Pacha Ibiza Upper Terrace Mix) - 4:20
11. "On a Night Like This" (Bini & Martini Mix) - 4:04
12. "Giving You Up" (Riton Re-Rub Vocal Mix) - 4:13
13. "In My Arms" (Sébastien Léger Vocal Mix) - 3:49
14. "The One" (Britrocka remix) - 4:43
15. "Your Disco Needs You" (Casino Mix) - 3:40
16. "Boombox" (LA Riots Remix) - 3:58

Edição Japonesa (faixas bônus)
1. "All I See" (com Mims) - 3:49
2. "Wow" (CSS Remix) - 3:13
3. "Can’t Get You Out Of My Head" (Greg Kurstin Mix) - 4:06

Digital (faixas bônus)
1. "Can't Get You out of My Head" (Greg Kurstin Mix) - 4:06
2. "Butterfly" (Mark Picchiotti Sandstorm Dub) - 9:03

Deluxe Edition
- Disco 1:

1. "Can't Get Blue Monday out of My Head" (Bootleg with New Order) - 4:05
2. "Spinning Around" (7th District Club Mental Mix) - 4:09
3. "Wow" (Death Metal Disco Scene Mix) - 4:01
4. "Love at First Sight" (Kid Crème Vocal Dub) - 3:41
5. "Slow" (Chemical Brothers Mix) - 7:14
6. "Come Into My World" (Fischerspooner Mix) - 4:18
7. "Red Blooded Woman" (Whitey Mix) - 3:36
8. "I Believe in You" (Mylo Mix) - 3:24
9. "In Your Eyes" (Knuckleheadz Mix) - 3:48
10. "2 Hearts" (Mark Brown's Pacha Ibiza Upper Terrace Mix) - 4:20
11. "On a Night Like This" (Bini & Martini Mix) - 4:04
12. "Giving You Up" (Riton Re-Rub Vocal Mix) - 4:13
13. "In My Arms" Sébastien Léger Vocal Mix) - 3:49
14. "The One" (Britrocka remix) - 4:43
15. "Your Disco Needs You" (Casino Mix) - 3:40
16. "Boombox" (LA Riots Remix) - 3:58
17. "Can't Get You out of My Head" (Greg Kurstin Mix) - 4:06
18. "Butterfly" (Mark Picchiotti Sandstorm Dub) - 5:10

- Disco 2:

1. "Can't Get You Out Of My Head"
2. "Spinning Around"
3. "Wow"
4. "Love at First Sight"
5. "Slow"
6. "Come Into My World" (Radio Mix)
7. "Red Blooded Woman"
8. "I Believe in You"
9. "In Your Eyes"
10. "2 Hearts"
11. "On a Night Like This"
12. "Giving You Up"
13. "In My Arms"
14. "The One (Freemasons Radio Mix)"
15. "Your Disco Needs You"

## Posições nas paradas musicais
| Tabela musical (2009)                             | Melhor posição |
| ------------------------------------------------- | -------------- |
| Reino Unido (UK Albums Chart)                     | 28             |
| Estados Unidos (Billboard Electronic Album Chart) | 10             |

## Histórico de lançamento
| País           | Data                    |
| -------------- | ----------------------- |
| Japão          | 17 de Dezembro de 2008  |
| União Europeia | 2 de Janeiro de 2009    |
| Reino Unido    | 5 de Janeiro de 2009    |
| Suíça          | 7 de Janeiro de 2009    |
| Taiwan         | 9 de Janeiro de 2009    |
| Canadá         | 13 de Janeiro de 2009   |
| Estados Unidos | 27 de Janeiro de 2009   |
| Itália         | 6 de Fevereiro de 2009  |
| Austrália      | 28 de Fevereiro de 2009 |
| Argentina      | 3 de Março de 2009      |